# Arsenocholin
Arsenocholin ist eine organische Arsenverbindung, bei welcher der quartäre Stickstoff des Cholins formal durch Arsen ersetzt ist.
Erste Hinweise auf organische Arsenverbindungen in Ölen marinen Ursprungs wurden 1968 gefunden.
Hauptvertreter organischer Arsenverbindungen in Meereslebewesen neben Arsenocholin (AC) sind Arsenobetain (AB), Trimethylarsinoxid (TMAO) und Tetramethylarsonium (TETRA).

## Vorkommen
Arsenocholin findet sich in Fischen und Meeresfrüchten (Fischarsen). Diese können selbst organische Arsenverbindungen bilden, doch wird angenommen, dass die Primärquelle niedere Organismen wie Algen und Krebstiere ist. 
In Experimenten, in denen die marine Alge Tetraselmis chuii und Daphnien (Daphnia magna) in Gegenwart von Arsenat wuchsen, konnten verschiedene organische Arsenverbindungen nachgewiesen werden. Arsenocholin wurde hier als Arsenocholinrest von Lipiden postuliert.

## Eigenschaften

### Physiologie und Toxikologie
Arsenocholin unterliegt wie Cholin in den Mitochondrien der Leber einer Reihe von Biotransformationen.
Als entstehende Produkte konnten Arsenobetainaldehyd, Arsenobetain, Trimethylarsinoxid und Trimethylarsin unter Verwendung von Zellextrakten in vitro nachgewiesen werden. Dabei war Arsenobetain der Hauptmetabolit und entstand aus Arsenobetainaldehyd. Trimethylarsinoxid bildete sich durch eine Nebenreaktion ebenfalls aus Arsenobetainaldehyd. Dessen weitere Reduktion führt zur Bildung von Trimethylarsin. Eine Zytotoxizität des Arsenocholin konnte bei isolierten Hepatozyten nicht nachgewiesen werden.
Nagern (Maus, Ratte, Kaninchen) oral verabreichtes Arsenocholin wurde vollständig im Magen-Darm-Trakt resorbiert und innerhalb von 3 Tagen zu 70 bis 80 % mit dem Urin, hauptsächlich als Arsenobetain, ausgeschieden. Arsenocholin selbst wurde nur 1 Tag nach der Gabe im Urin gefunden.
Es wurde dabei keine Bildung anorganischen Arsens, Mono- oder Dimethylarsensäure oder, im Gegensatz zu den beschriebenen in vitro Experimenten, Trimethylarsin beobachtet. Verabreichtes, aber nicht ausgeschiedenes Arsen wurde im Gewebe der Tiere in Form von Arsenobetain und Arsenophospholipiden gefunden. Die längsten Verweildauern wurden dabei für folgende Gewebe beobachtet: Prostata, Epididymis, Hoden, Myokard, Leber, Nebennierenrinde, Pankreas, Zahnmark und Hypophyse.
In den präsynaptischen Nervenenden von cholinergen Synapsen kann Arsenocholin wie Cholin aufgenommen, acetyliert und dann als Acetylarsenocholin freigesetzt werden, welches postsynaptische Rezeptoren aktivieren kann und von Acetylcholinesterase wieder gespalten wird. Insofern ist Arsenocholin ein falscher cholinerger Transmitter.

## Nachweis
Der Nachweis von Arsenocholin erfolgt wie beim Arsenobetain durch Kombination von flüssigkeitschromatographischen und massenspektrometrischen (ICP-MS, ESI-MS) Methoden.